# Saint-Santin-Cantalès
Saint-Santin-Cantalès é uma comuna francesa na região administrativa de Auvérnia-Ródano-Alpes, no departamento de Cantal. Estende-se por uma área de 33,56 km². Em 2010 a comuna tinha 308 habitantes (densidade: 9,2 hab./km²).